# Buenos Aires (Panama)
Buenos Aires è un comune (corregimiento) della Repubblica di Panama situato nel distretto di Chame, provincia di Panama. Si estende su una superficie di 39,9 km² e conta una popolazione di 2.030 abitanti (censimento 2010).